# 偏光解析法
偏光解析法またはエリプソメトリー(ellipsometry)とは偏光を利用した分析手法。

## 概要
光を透過しない金属等の光学定数（屈折率と消衰係数）を測定する手法として1887年にパウル・ドルーデによって考案された。

## 測定原理
偏光が試料で反射される際に生じる偏光状態の変化からその試料の光学定数を決定する。